# Iuliu Mezei Câmpeanu
Dr. Iuliu-Ioan Mezei Câmpeanu (n. 28 martie 1881, Turda – d. 24 octombrie 1943, Cluj) a fost un avocat, consilier de Legație la Budapesta și membru al Marelui Sfat Național Român la 1 decembrie 1918.

## Originea și studiile
Iuliu-Ioan Mezei Câmpeanu a fost fiul lui Ioan Mezei Câmpeanu, care a fost septemvir (unul din cei șapte judecători) la Curtea Supremă a Ungariei⁠(en)[traduceți]. Acesta a fost descendent din familia nobiliară Câmpeanu de Satu Mare, devenit prin maghiarizare Mezei.
Mama sa a fost Ecaterina Mezei Câmpeanu, născută Rațiu, fiica lui Partenie Rațiu de Noșlac, strănepoată de frate a prepozitului Basiliu Rațiu, descendent al Familiei Rațiu de Nagylak (Noșlac) din Turda, atestată în Transilvania la începutul secolului al XIV-lea și reînnobilată în anul 1625 de principele Gabriel Bethlen.
A studiat la Turda, Cluj și Budapesta. A fost doctor în drept al Universității din Budapesta.

## Activitatea politică și diplomatică
Educat într-o familie cu puternice tradiții românești nu a ezitat să se alăture total, de multe ori cu riscul propriei vieți, luptelor pentru drepturile românilor ardeleni de unire cu România. Încorporat în armata austro-ungară în Primul Război Mondial, asistă la 18 octombrie 1918 în parlamentul de la Budapesta, la istoricul discurs al Dr. Alexandru Vaida-Voevod prin care s-a proclamat libertatea națională a Românilor din Ardeal și Banat.
S-a alăturat, chiar de la înființare, Consiliului Național Român din Budapesta, la 10 noiembrie 1918. A participat ca delegat la Marea Adunare Națională de la Alba Iulia, unde a fost ales membru al Marelui Sfat Național Român la 1 decembrie 1918.
Pe 11 decembrie 1918 a fost numit Consilier de Legație la Budapesta , unde a funcționat pe durata de existență efemeră a Republicii Poporale Maghiare și apoi a Republicii Sovietice Maghiare condusă de Bela Kun. Una din cele mai importante acțiuni la care a participat a fost cea a repatrieirii, la schimb, a membrilor Coloniei Române din Budapesta și a sașilor, cu membrii familiilor funcționarilor maghiari din Sibiu. Printre familiile salvate de la moarte iminentă din mâna bolșevicilor unguri, a fost și familia lui Iuliu Maniu, președintele Consiliului Dirigent Român din Sibiu.
După ocuparea Budapestei de către Armata Română, a fost numit șef al cenzurii militare , de către Gen. Holban, Guvernatorul Budapestei, la 5.08.1919. Prin acțiunile sale, evocate în cartea sa de memorii Luptători români ardeleni, tipărită în anul 1940, a adus mari servicii României Mari. Demne de reținut sunt abilitățile lui diplomatice prin care l-a putut convinge pe ministrul de război Bartha să iscălească la 11 noiembrie, „cu creion chimic”, ordinul potrivit căruia „ofițerii, subofițerii și soldații români din Ardeal și Ungaria vor depune jurământul de credință în manile Consiliului Național Român” din Budapesta, nu celui „Național Maghiar”, cum a fost decretat cu puține zile mai înainte. Partea cea mai importantă a cărții o formează informațiile privitoare la Budapesta sub teroarea bolșevicilor și salvarea ei de către trupele române. Armata română a intrat în Budapesta la 3 august 1919. Odată cu evacuarea trupelor române în 14 noiembrie 1919, s-a repatriat împreună cu întreaga familie.
A fost avocat la Cluj. După decesul primei soții, din a doua căsătorie a avut trei copii, două fete au decedat de tinere și un fecior fără urmași. A fost înmormântat în parcela rezervată membrilor familiei Rațiu din cimitirul Bisericii Rățeștilor din Turda Veche (Cimitirul Central).

## Galerie de imagini

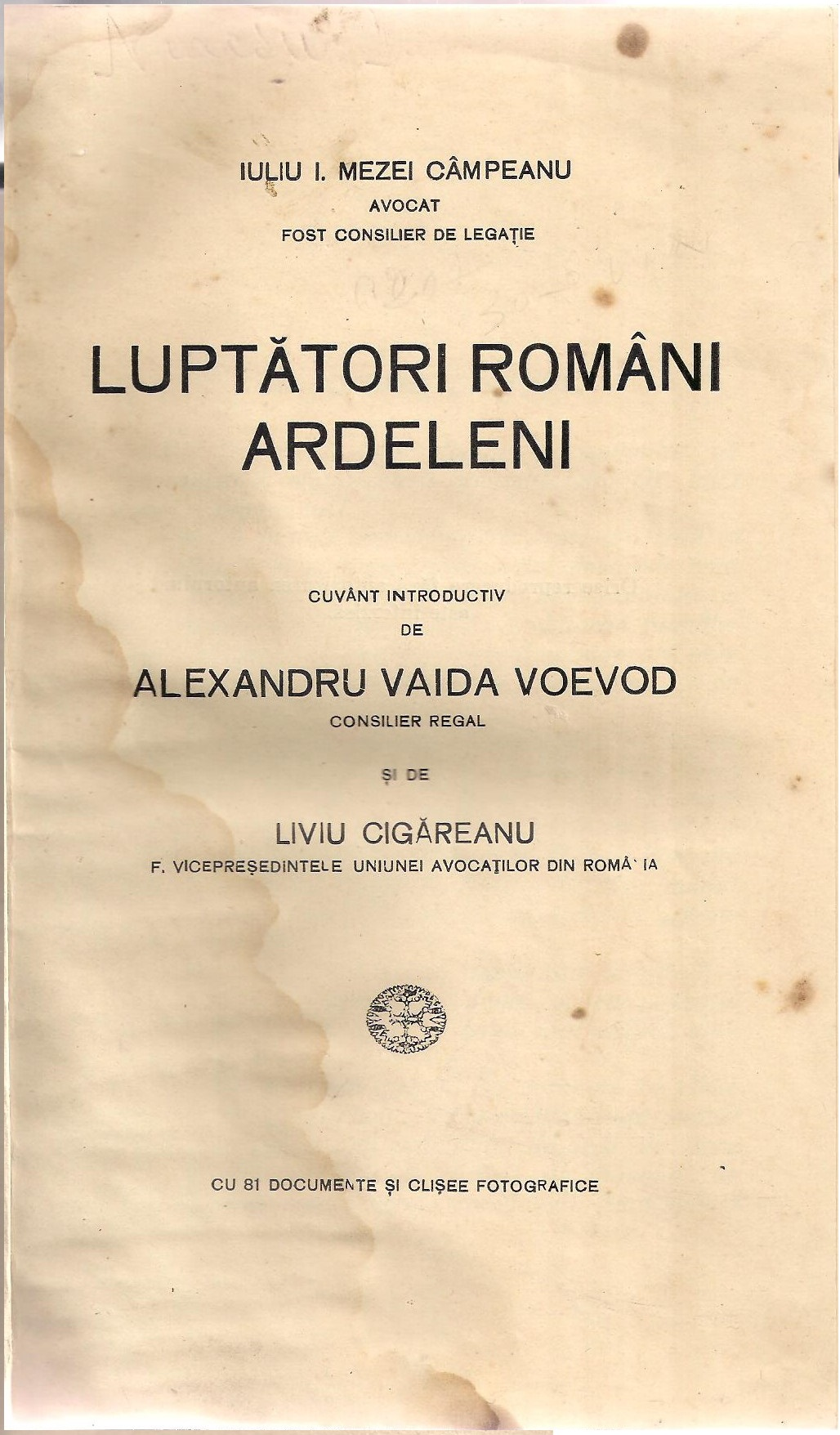
Iuliu Mezei Câmpeanu, Luptători Români Ardeleni, Ed. Minerva, Cluj, 1940.
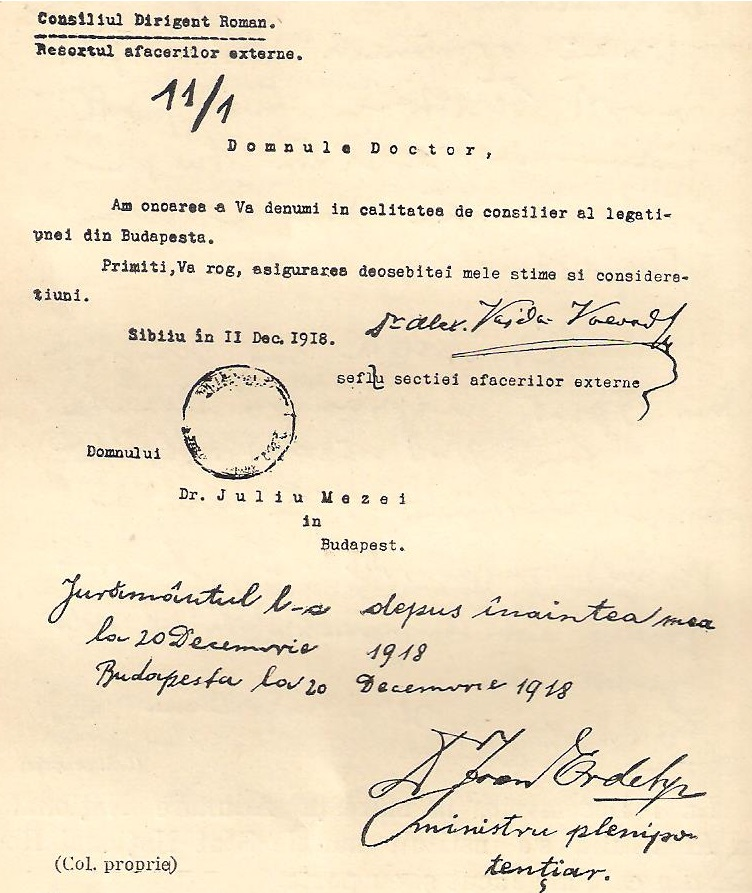
Iuliu Mezei Câmpeanu, Consilier de Legație la Budapesta
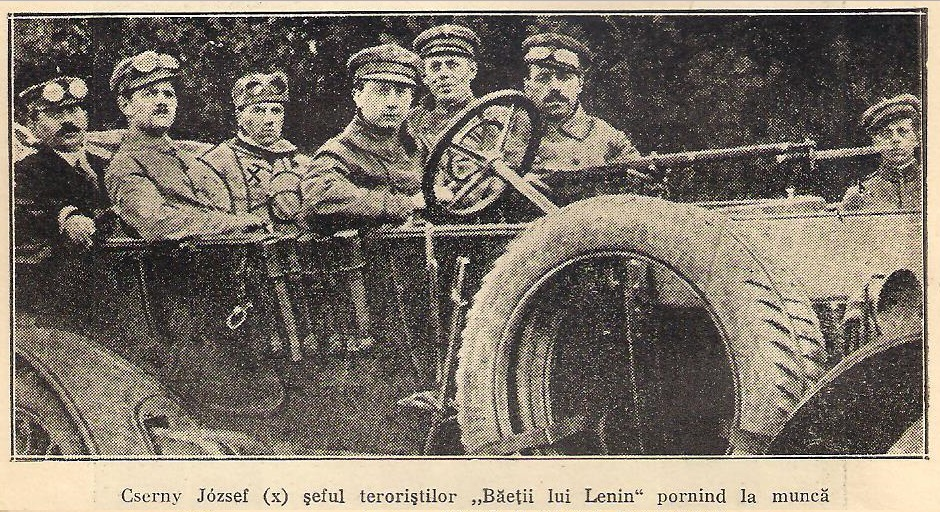
Gruparea teroristǎ "Bǎieții lui Lenin"
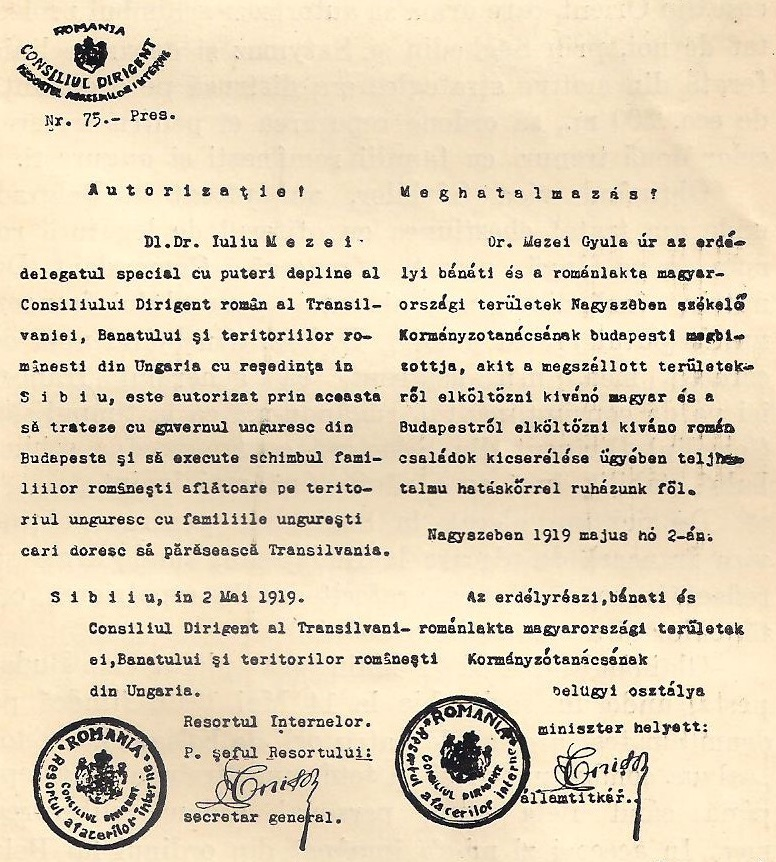
Autorizarea lui Iuliu I. Mezei Câmpeanu pentru tratative cu Guvernul Sovietic Maghiar privind schimbul de familii
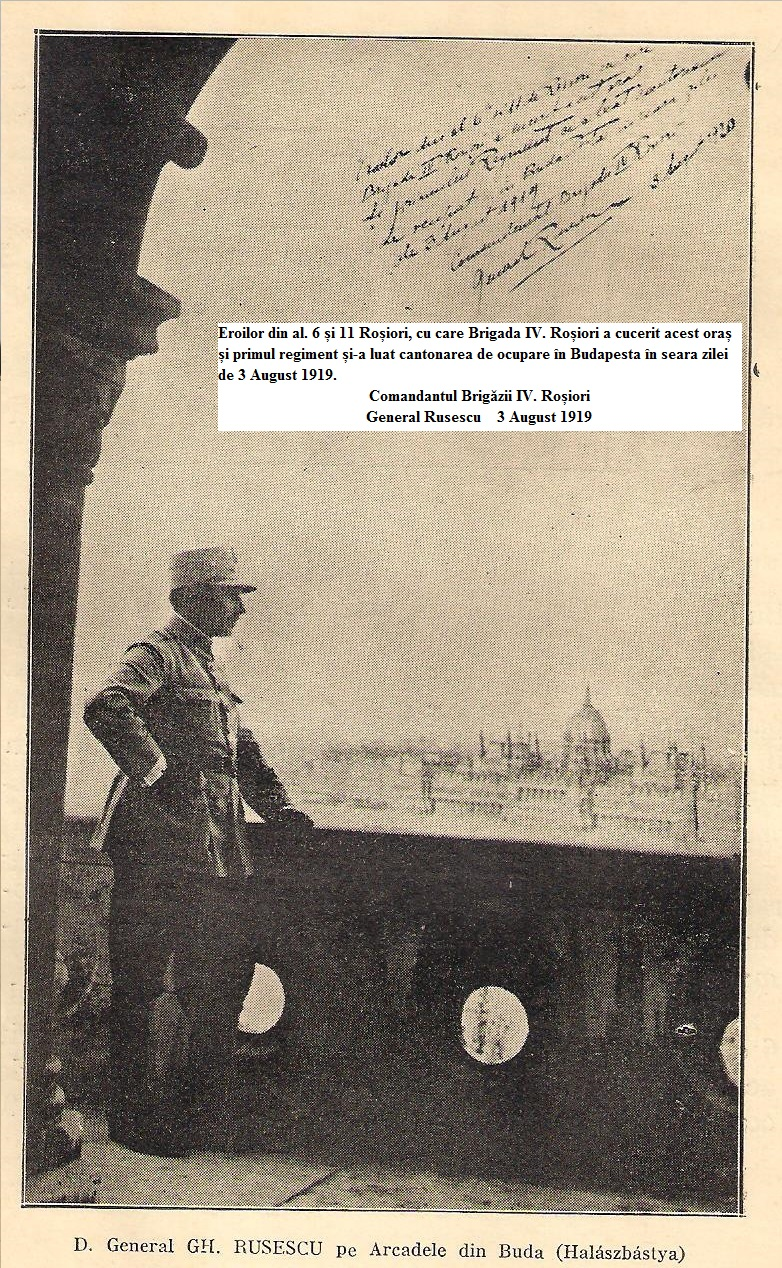
Gen. Gheorghe Rusescu, comandantul trupelor care au ocupat Budapesta pe 3.08.1919
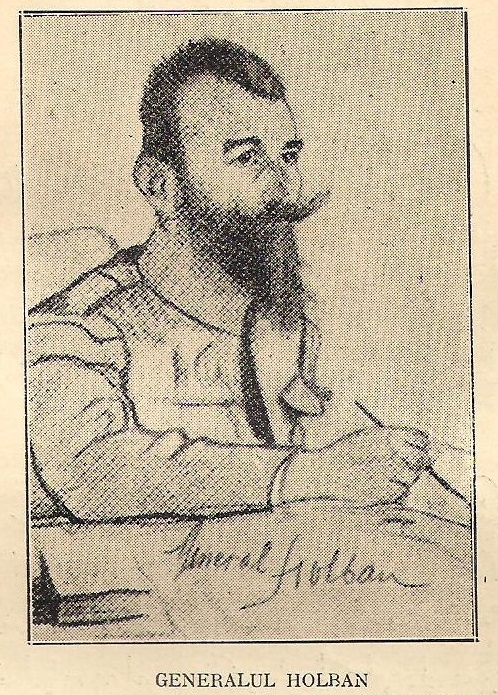
Gen. Ștefan Holban, Guvernator al Budapestei
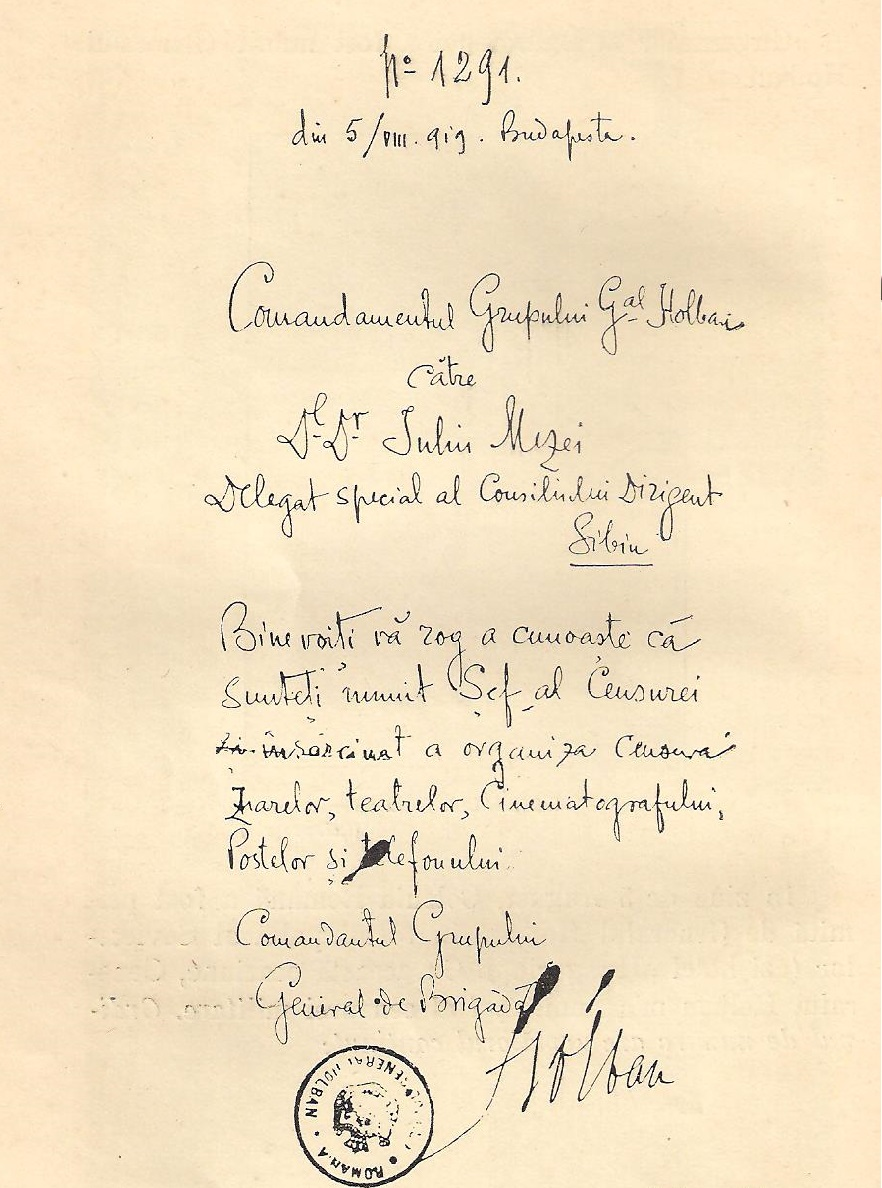
Iuliu Mezei Câmpeanu, Ordin de numire ca Șef al Cenzurei militare
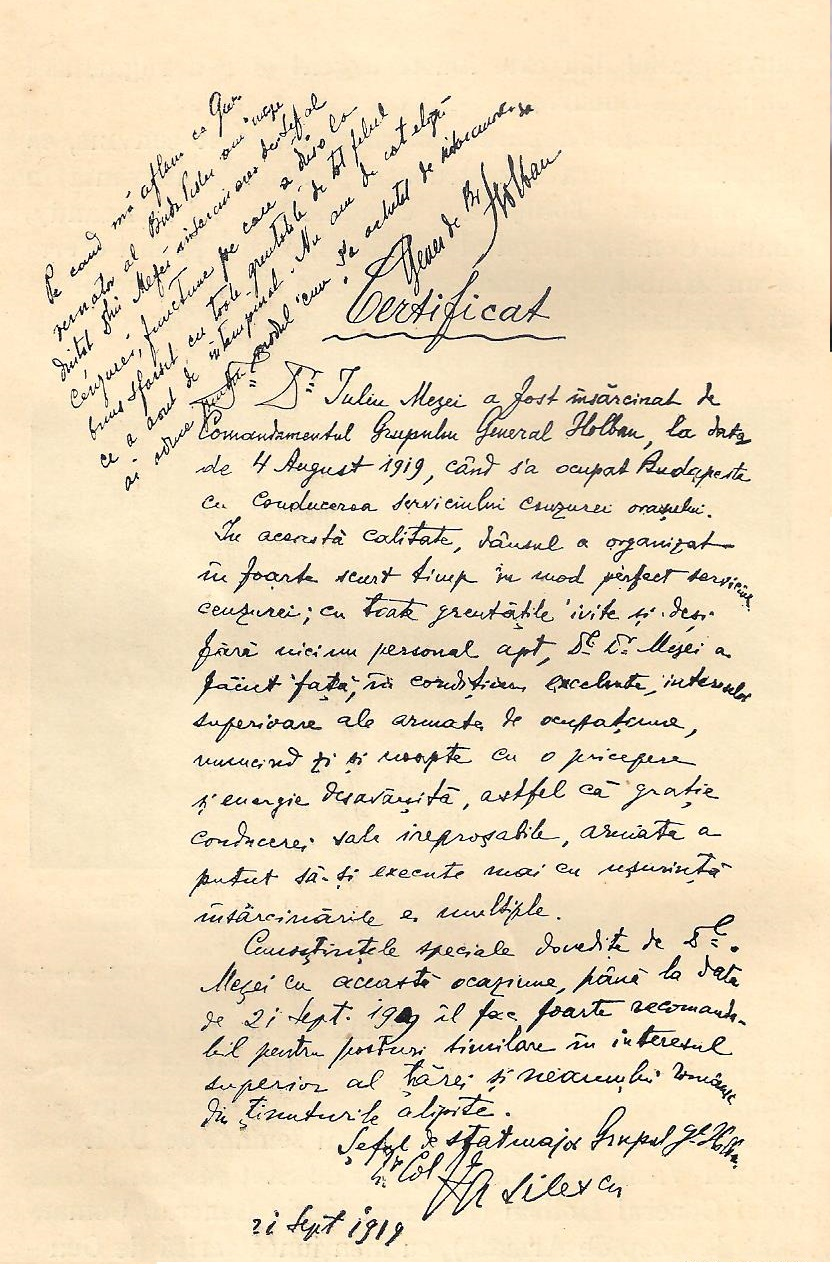
Iuliu I. Mezei Câmpeanu, Certificat de mulțumire cu mențiune din partea Gen. Holban
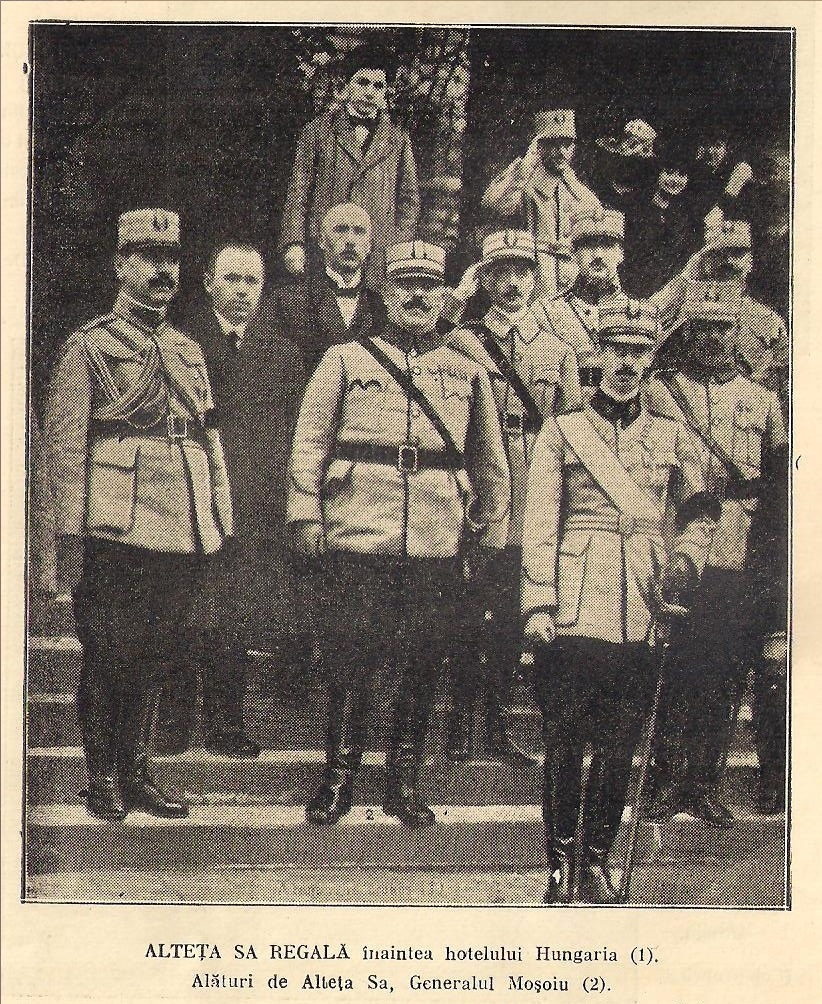
ASR Prințul Carol, Budapesta, 5.10.1919
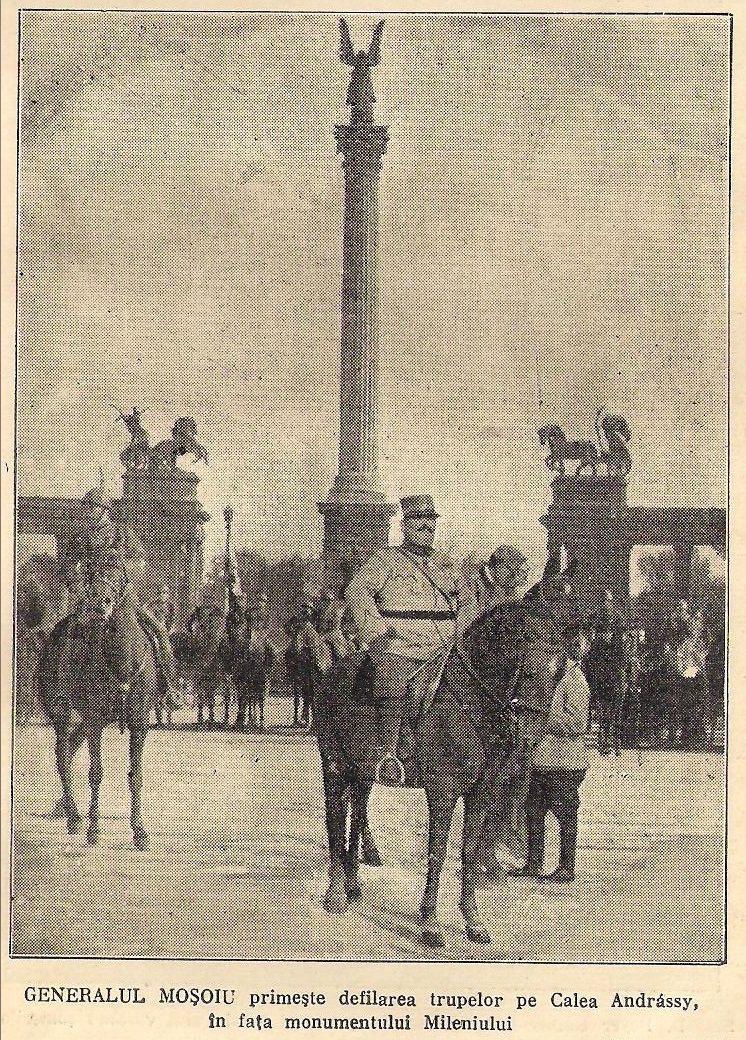
Gen. Traian Moșoiu, Piața Mileniului din Budapesta, 7.11.1919
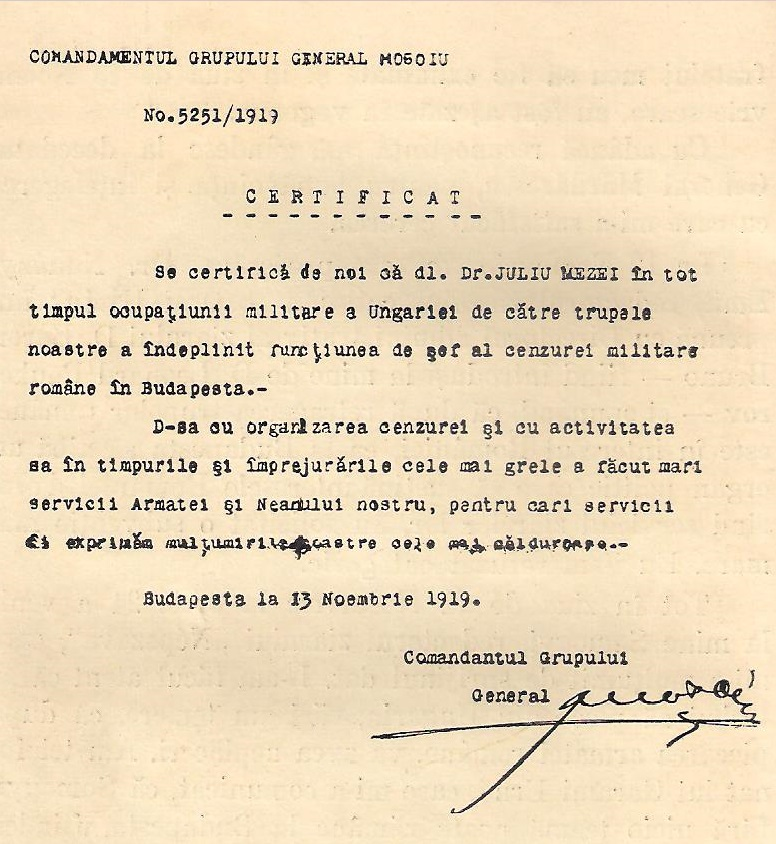
Iuliu I. Mezei Câmpeanu, Certificat de mulțumire din partea Gen. Moșoiu
- Marele Arbore Genealogic al Familiei Ratiu de Noslac (Nagylak)